# Винклер, Ангела
Ангела Винклер (нем. Angela Winkler, род. 22 января 1944) — немецкая актриса.
Винклер училась на медицинского технолога в Штутгарте. Заинтересовавшись театром, она переехала в Мюнхен, где обучалась актёрскому мастерству у Эрнста Фрица Фюрбрингера. В 1967 году она сыграла свою первую роль в театре в Касселе. В 1969 году она дебютировала на большом экране в фильме Питера Флейшмана «Охотничьи сцены из Нижней Баварии». Эта роль привлекла внимание театрального режиссёра Петера Штайна, который пригласил Винклер в труппу берлинского театра Шаубюне, где она играла до 1978 года. За роль в картине «Потерянная честь Катарины Блюм» актриса была удостоена премии «Deutscher Filmpreis». Международную известность Винклер принесла роль в философской кинодраме Фолькера Шлёндорфа «Жестяной барабан» 1978 года.

## Награды
- Deutscher Filmpreis 1976 — «Лучшая актриса» («Потерянная честь Катарины Блюм»)